# Милева Бошњаковић
Милева Милица Бошњаковић (Невесиње, 25. мај 1894 — Младеновац, 29. март 1983) била је српска драмска глумица и певачица.

## Биографија
Рођена је у Невењињу у уметничкој породици, а њен отац је био Младен Бошњаковић, глумац, шаптач и преводилац, а брат капелник Љубомир Бошњаковић. Уз Теодору Арсеновић била је једна од најзначајнијих певачица Народног позоришта у Београду између светских ратова. Завршила је два разреда гимназије у школској 1909/10, а похађала и Глумачку школу у оквиру Народном позоришта.
На позоришну сцену први пут је ступила 31. јануара 1910. године као приправница у Народном позоришту, а као стипендиста овог позоришта до Првог светског рата је учила певања у музичкој школи „Станковић”. Након 1918. године наставила је усавршавање у том правцу код истакнутог београдског музичког педагога Фриде Бинички, спремајући се да постане оперска певачица. Године 1919. била је члан Српског народног позоришта у Новом Саду, а затим прешла у Народно позориште у Београду, где је остала до краја уметничке каријере. Пензионисана је после Другог светског рата. Учествовала је у прослави шездесетогодишњице Српског народног позоришта у јуну 1921. године.
Двадесетпетогодишњицу уметничког рада прославила је у Београду 20. маја 1938. године као Чучук Стана у истоименом комаду Милорада Петровића. Одликована је Орденом Светог Саве V степена. У певачким улогама била је и одлична певачица и добра, изразито реалистична глумица, једноставна и непосредна у уметничкој евокацији. Њен сопран је деловао широким изражајним дијапазоном, врло милозвучно и топло, изврстан нарочито у народном мелосу. Она је убедљиво потврђивала своје стваралачке способности тумачећи младе, несташне, полетне девојке, заљубљене жене, сеоске и паланачке намигуше, удовице и распуштенице, са шармом и смислом за типично.
Имала је улоге као што су : Босиљка (Сеоска лола), Хуан (Песник), Слободан (Хеј, Словени), Фемија (Чергашки живот) и друге. Улоге је остварила и у филму Живот и дела бесмртног вожда Карађорђа, као и у ТВ серији ТВ Театар у улози госпе Нате.
Преминула је 1983. године у Младеновцу, где је и сахрањена.